# Nieuw-Lombe
Nieuw-Lombe (uitspraak nieuw lombé), Saramaccaans: Nyun-Lombe, is een transmigratiedorp in het district Brokopondo in Suriname. Het ligt aan de overzijde van de Surinamerivier bij Klaaskreek en de voormalige plantage Baboenhol, in het Beneden-Stuwmeergebied. In het dorp wonen Saramaccaanse marrons.
Het dorp ontstond na de vorming van het Brokopondostuwmeer, waardoor het dorp Lombe onder water kwam te staan. De inwoners werden toen hier en voor een groot deel naar Jawjaw (stroomopwaarts vanaf het stuwmeer) verhuisd.
In het dorp staat een medische post van de Medische Zending en een rooms-katholieke basisschool. Via een weg loopt een verbinding met Kapasikele (stroomafwaarts), dat eveneens een transmigratiedorp is. Er wonen 430 mensen in het dorp, verdeeld over 250 huizen (census van 2012).
Stroomopwaarts eraan vast ligt Moejekreek, dat eveneens een transmigratiedorp is. Vervoer naar Paramaribo gaat via de rivier of via bussen die vanaf Klaaskreek aan de tegenoverliggende oever vertrekken. De afstand tot de hoofdstad in 78 kilometer.